# 바오넝 선양 세계 금융센터
바오넝 선양 세계금융센터(중국어: 沈阳宝能环球金融中心, 영어: Baoneng Shenyang Global Financial Center)는 중화인민공화국 선양에 보류중인 마천루이다.